# Betaretrovirus
Un betaretrovirus es un género de la familia de virus retroviridae. Tiene una morfología de tipo B o tipo D. El tipo B es común de algunos virus endógenos, exógenos y trasmitidos verticalmente de ratón. Algunos virus de primates y ovejas son de tipo D.
Algunos ejemplos son el mouse mammary tumour virus y los retrovirus símicos tipo 1, 2 y 3 (SRV-1, SRV-2, SRV-3).